# Fiskala stupet

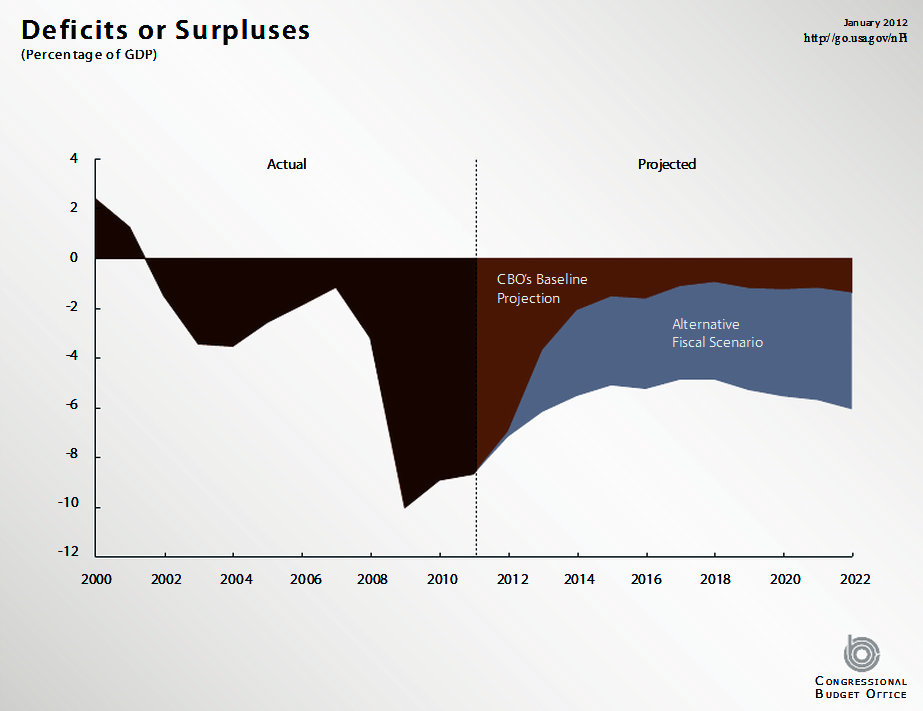
Prognos för USA:s budgetunderskott fram till 2022 från Congressional Budget Office. Den övre linjen märkt "CBO Baseline Projection" visar en prognos för USA:s budgetunderskott om det fiskala stupet inträffar,.

Det fiskala stupet (fiscal cliff) eller budgetstupet syftar på effekten på USA:s ekonomi av en kombination av skattehöjningar och utgiftsnedskärningar i den federala budgeten som träder i kraft 1 januari 2013 enligt tidigare fattade lagar om inte USA:s kongress enas om att vidta andra åtgärder. Detta skulle innebära att USA:s budgetunderskott minskar, men det skulle också innebära en åstramning i ett dåligt konjunkturläge, och kunna förvärra recessionen.
Begreppet fiscal cliff fick allmän spridning efter att USA:s riksbankschef Ben Bernanke använde det i februari 2012.

## Bakgrund
Många av de aktuella skattesatserna i USA är en effekt av tidsbegränsade skattesänkningar. Ett antal skattesänkningar som infördes under George W. Bush förlängdes i en uppgörelse 2010, och löper ut 2013. I samband med att USA var på väg att slå i sitt så kallade skuldtak (det maximala tillåtna beloppet för statsskulden, som beslutas av kongressen), inträffade ett läge med låsta positioner i Kongressen, som 2011 löstes genom att skuldtaket höjdes samtidigt som ett antal nedskärningar beslutades till 2013. Dessa nedskärningar hade inslag som respektive parti helst vill undvika, så kallade "giftpiller", och tanken var att Kongressen skulle hinna enas om andra sätt att förbättra budgetsaldot utan att dessa åtgärder skulle slå till. Det är kombinationen av samtidiga skattehöjningar genom att skattesänkningar löper ut, och tidigare beslutade budgetnedskärningar, som lägger grunden för det fiskala stupet.
Den totala omfattningen av åtgärderna är ungefär 600 miljarder dollar.

## Politiska ståndpunkter
Demokraterna har majoritet i Senaten och innehar presidentposten (Barack Obama), medan Republikanerna har majoritet i Representanthuset, vilket innebär att båda partierna måste enas om åtgärder om inte det fiskala stupet skall inträffa. De två partierna skiljer sig åt i frågan om man ska lägga fokus på skattehöjningar eller utgiftsnedskärningar i en överenskommelse. Demokraterna vill minimera utgiftsnedskärningarna, men är öppna för skattehöjningar, medan Republikanerna så långt som möjligt vill undvika skattehöjningar, och vill fokusera på utgiftsnedskärningar. De politiska positionerna har därför varit låsta.